# Bahnstrecke Rennsteig–Frauenwald
| |                         |                              |                              |
| Kursbuchstrecke: | 165b (1934) 189b (1944) |                              |                              |
| Streckenlänge: | 4,85 km                 |                              |                              |
| Spurweite: | 1435 mm (Normalspur)    |                              |                              |
| |                         |                              |                              |
| \| \| \| von Plaue \| \| \| \| \| nach Themar \| \| \| \| 0,0 \| Rennsteig Bahnhof 4. Klasse \| Rennsteig Bahnhof 4. Klasse \| \| \| 3,0 \| Allzunah \| Allzunah \| \| \| 4,85 \| Frauenwald Bahnhof 4. Klasse \| Frauenwald Bahnhof 4. Klasse \| |                         |                              |                              |
| Strecke |                         | von Plaue                    | von Plaue                    |
| Abzweig geradeaus und von rechts |                         | nach Themar                  | nach Themar                  |
| Kopfbahnhof Strecke ab hier außer Betrieb | 0,0                     | Rennsteig Bahnhof 4. Klasse  | Rennsteig Bahnhof 4. Klasse  |
| Haltepunkt / Haltestelle (Strecke außer Betrieb) | 3,0                     | Allzunah                     | Allzunah                     |
| Kopfbahnhof Streckenende (Strecke außer Betrieb) | 4,85                    | Frauenwald Bahnhof 4. Klasse | Frauenwald Bahnhof 4. Klasse |

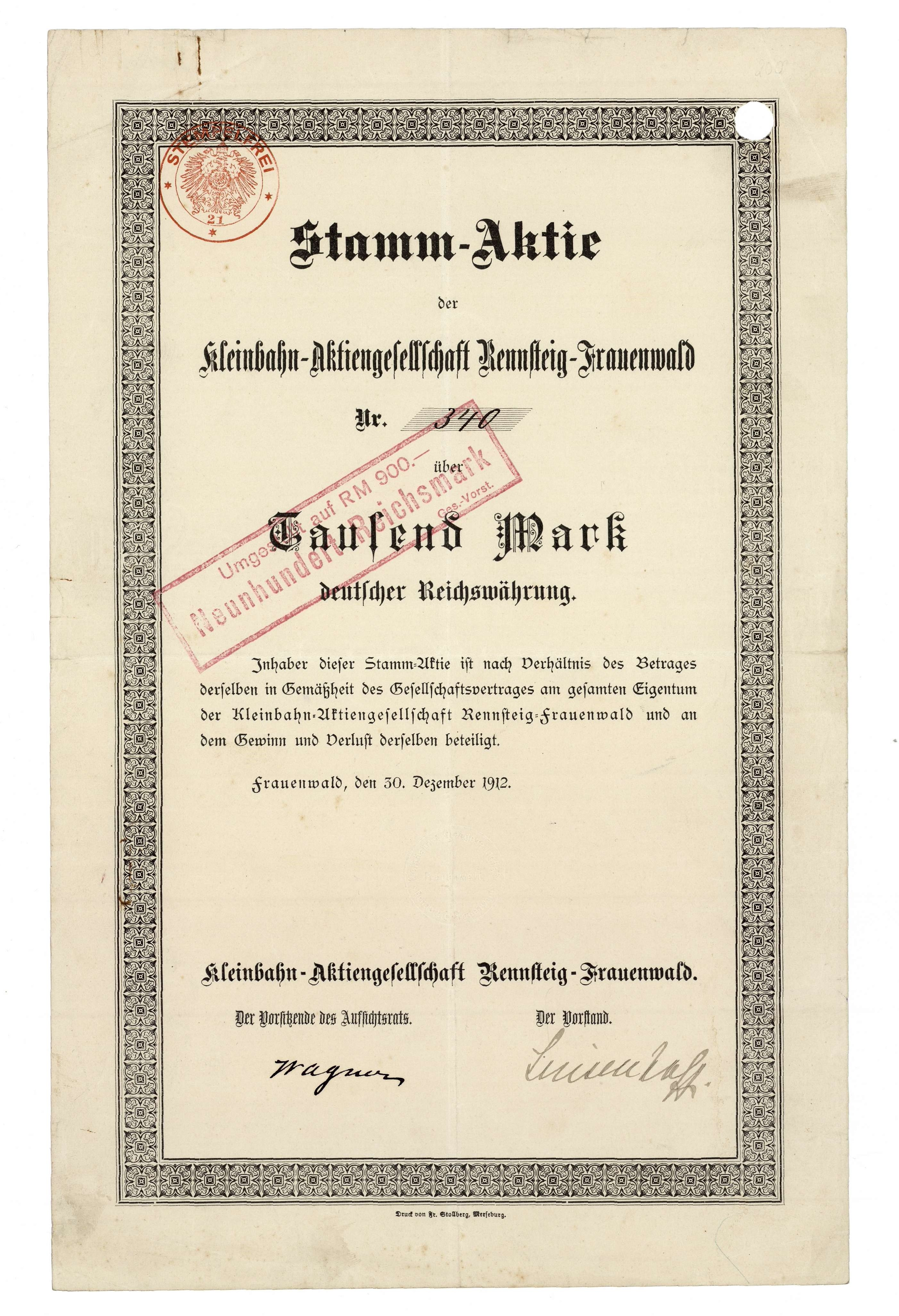
Aktie über 1000 Mark der Kleinbahn-AG Rennsteig-Frauenwald vom 30. Dezember 1912

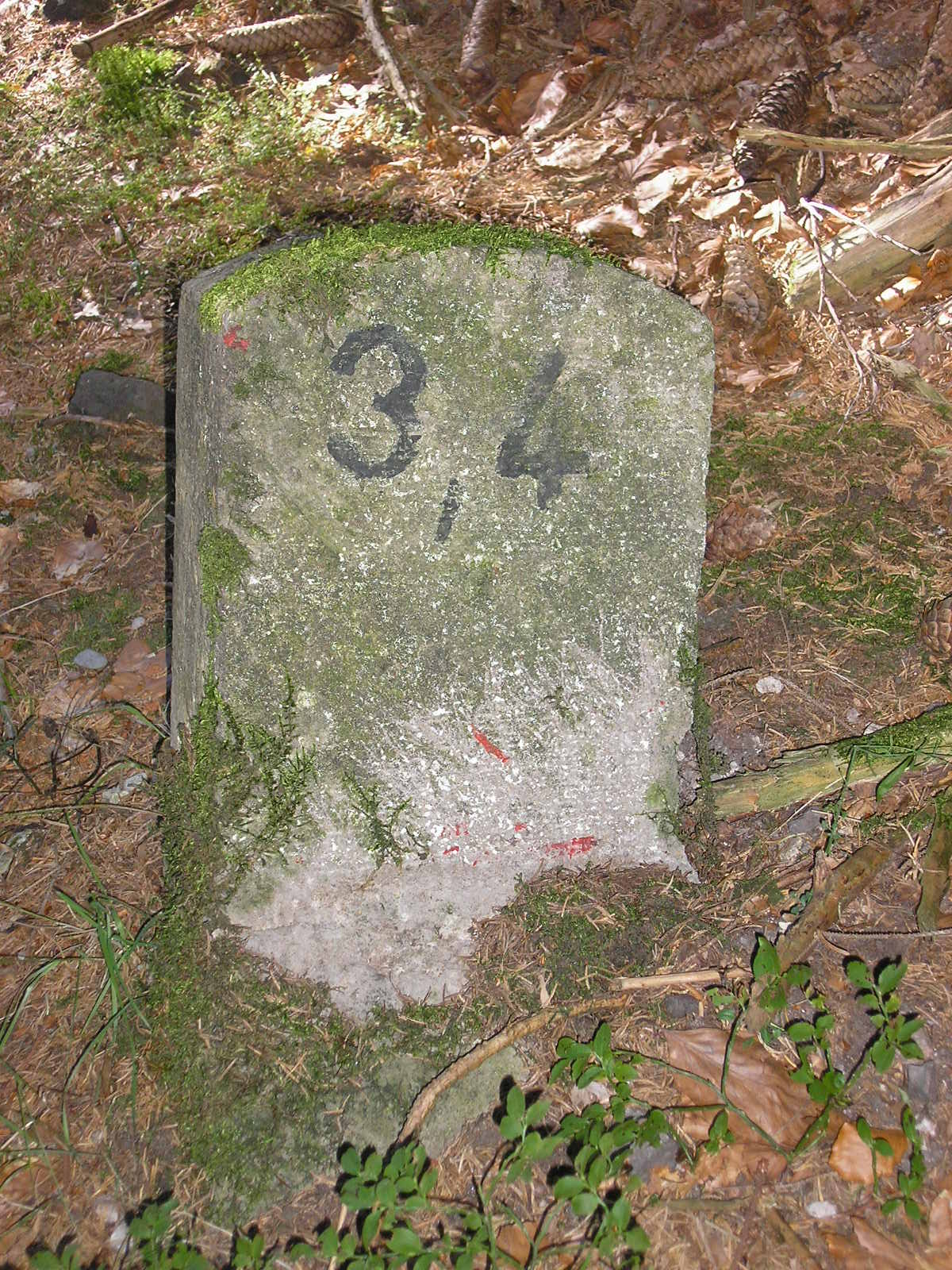
Kilometerstein 3,4 der Kleinbahn

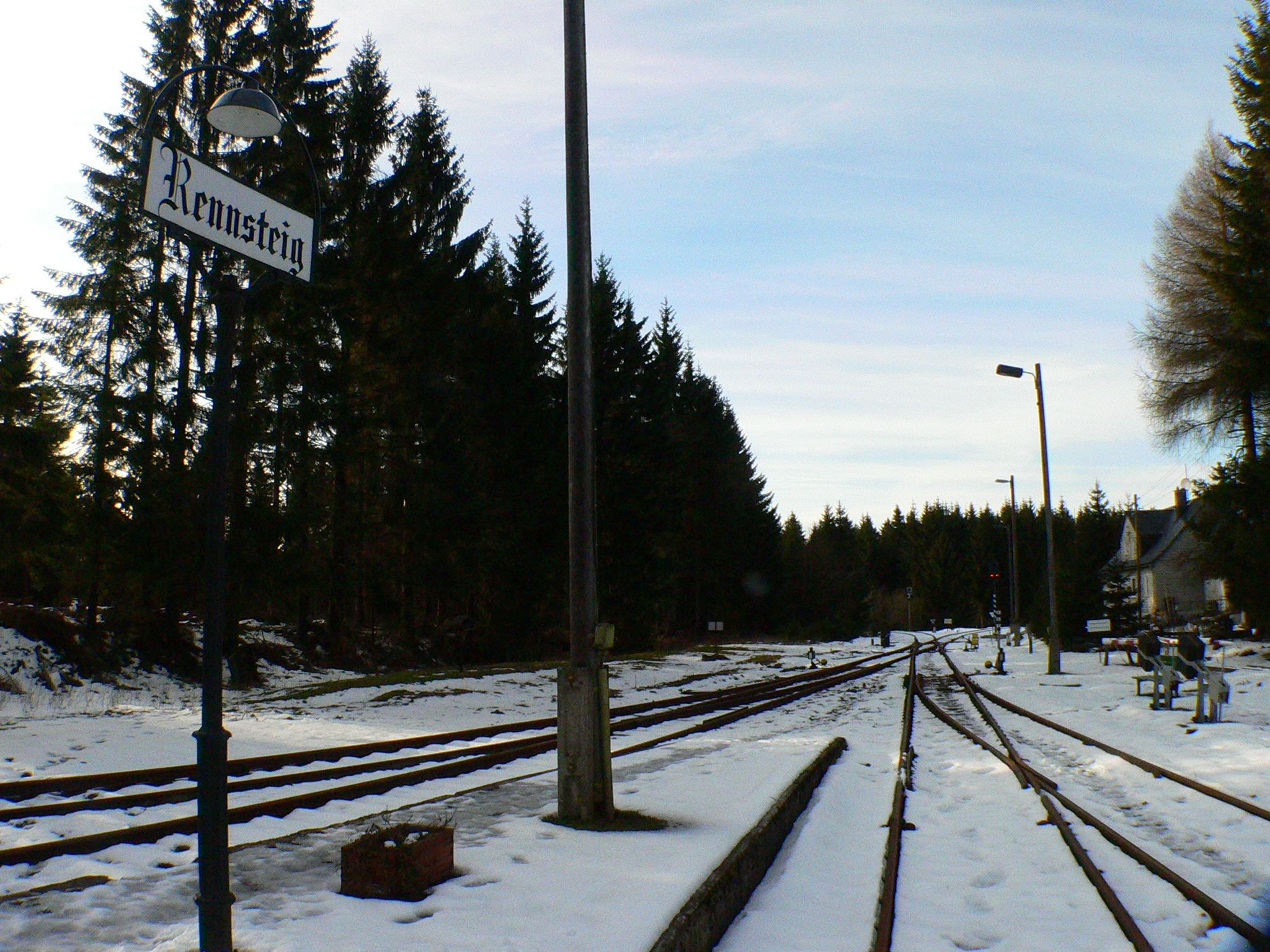
Bahnhof Rennsteig

Die Bahnstrecke Rennsteig–Frauenwald war eine Nebenbahn in Thüringen. Sie verband von 1913 bis 1965 auf dem Kamm des Thüringer Waldes die Bahnstrecke Plaue–Themar mit der Ortschaft Frauenwald. Erbaut und betrieben wurde sie ursprünglich von der Kleinbahn-AG Rennsteig-Frauenwald.

## Geschichte

### Eröffnung
Die Gemeinde Frauenwald liegt in 760 m Höhe auf dem Kamm des Rennsteigs und gehörte bis 1945 mit dem Kreis Schleusingen zum Land Preußen. Durch die abseitige Lage hatte das örtliche Gewerbe große Schwierigkeiten, sich zu behaupten. Deshalb bemühte sich die Gemeinde seit 1893 um einen Anschluss an das Eisenbahnnetz.
Die Strecke Ilmenau–Schleusingen sollte ursprünglich näher an Frauenwald vorbeigeführt werden, dies scheiterte jedoch an der fehlenden Bereitschaft der benachbarten Ortschaft Allzunah, für den Bau Grund und Boden bereitzustellen. Nachdem weder die Staatsbahn Interesse an einer Verbindung vom Bahnhof Rennsteig nach Frauenwald hatte noch es wegen der fehlenden Rentabilitätsaussichten gelang, Privatunternehmen für das Projekt zu interessieren, übernahm schließlich der Kreis Schleusingen, zu dem Frauenwald gehörte, die Initiative. Der Staat erteilte im Jahr 1910 die Konzession, 1912 erfolgte die Gründung der Kleinbahn-AG Rennsteig-Frauenwald durch den preußischen Staat, den Forstfiskus, die preußische Provinz Sachsen, den Kreis Schleusingen und die Gemeinde Frauenwald.
Im Frühjahr 1913 begannen die Bauarbeiten, und am 11. November 1913 konnte die nur 4,8 km lange normalspurige Strecke eröffnet werden. Durch die Streckenführung auf dem Gebirgskamm waren keine nennenswerten Höhenunterschiede zu bewältigen, und neben kleineren Dämmen waren keine Kunstbauwerke erforderlich. In Frauenwald wurden ein Empfangsgebäude und ein Lokomotivschuppen gebaut, im Bahnhof Rennsteig wurde das Gebäude der Staatsbahn mitbenutzt.

### Entwicklung bis 1945
Den Betrieb führte die Kleinbahnabteilung des Provinzialverbandes Sachsen in Merseburg. Eingesetzt wurden eine von Orenstein & Koppel 1913 unter der Fabriknummer 6194 gebaute Bn2-Tenderlokomotive mit der Betriebsnummer 5, ein 1913 von der Waggonfabrik Gottfried Lindner A.G. gebauter vierachsiger, kombinierter 2./3.-Klasse Personen-, Gepäck- und Postwagen (Betriebsnummer 1), ein altbrauchbar erworbener zweiachsiger Personenwagen mit Abteilen für 2. und 3. Klasse sowie ein von der Staatsbahn ebenfalls gebraucht erworbener gedeckter Güterwagen. Außerdem war eine gebraucht von der Kleinbahn Neuhaldensleben–Weferlingen erworbene Dampflokomotive Nr. 3 (Henschel, Fabriknummer 7244, Baujahr 1906), ebenfalls der Bauart Bn2t, als Reservelokomotive vorhanden. Die Lokomotiven hatten einen Übergang zum Wagenzug und konnten daher im Einmannbetrieb gefahren werden. Als Zugführer wurde ein Beamter eingesetzt, der gleichzeitig den Dienst im Bahnhof Frauenwald zu verrichten hatte. 1914 verkehrten täglich fünf Zugpaare.
Trotz der Minimalausstattung blieben die Ergebnisse hinter den Erwartungen zurück. Eine Glashütte als wichtigster Güterkunde stellte ihren Betrieb zum Beginn des Ersten Weltkrieges ein. Zur Etataufbesserung wurde die Lok Nr. 3 im Jahre 1917 an die Crostitzer Kleinbahn AG veräußert. Obwohl es immer wieder Pläne zur Stilllegung gab, konnte der Betrieb dank Subventionen von Kreis und Provinz weitergeführt werden. Im Jahr 1936 wurde Lok 5 durch eine andere Lok gleicher Achsfolge (Henschel, Fabriknummer 10019, Baujahr 1910) mit der Nummer 2 ersetzt. Den Reisezugdienst übernahm 1937 ein neu erworbener zweiachsiger Triebwagen mit 35 Sitzplätzen, der bei Lindner gebaut worden war. 1940 erhielt die Dampflok die neue Nummer 198.
Ab 1937 kamen auch Sonderzüge der Deutschen Reichsbahn auf die Kleinbahn, welche Urlauber in den Ort Frauenwald beförderten. Der erste Urlaubersonderzug war ein KdF-Zug aus Breslau am 17. Juni 1934. Durch den Krieg ging der Fremdenverkehr aber zurück. 1944 verkehrten werktags drei und sonntags zwei Zugpaare. Südlich vom Bahnhof Rennsteig existierte ab Ende der 1930er Jahre ein Gleisanschluss für das Rennsteigwerk, das im Zweiten Weltkrieg Rüstungsgüter produzierte.

### Entwicklung bis 1965
Die Bahn überstand den Zweiten Weltkrieg ohne Schäden. Der Dieseltriebwagen wurde von der Militärregierung beschlagnahmt, sodass wieder sämtliche Züge mit Dampf gefahren wurden. Die Bahn war mit vielen anderen Strecken zur Demontage vorgesehen, was jedoch verhindert werden konnte. Im Jahr 1949 wurde die Bahn verstaatlicht und der Betrieb von der Deutschen Reichsbahn übernommen. Die Dampflok erhielt bei der Reichsbahn die Nummer 98 6216. Der Dieseltriebwagen gelangte nicht mehr auf die Strecke zurück, sondern verblieb als Dienstfahrzeug bei der RBD Erfurt. Auch der Reisezugwagen wurde gegen ein anderes Fahrzeug ausgetauscht. Anfang der 1950er Jahre stieg der Fremdenverkehr in den Thüringer Wald stark an. Im Jahr 1952 wurden erstmals durchgehende Schnellzüge von Berlin in den Thüringer Wald geführt. In Rennsteig wurde der aus vierachsigen Schnellzugwagen bestehende Zug geteilt. Drei Wagen liefen weiter nach Schmiedefeld, die anderen drei wurden von einer T 3 nach Frauenwald weiterbefördert. Im Jahr 1960 wurde die 98 6216 wegen eines Zylinderschadens ausgemustert und durch eine Diesellok der Baureihe V 36 ersetzt. Ab 1962 fuhr bis zur Stilllegung eine Diesellok der Baureihe V 15.

### Streckensperrung und Stilllegung
Der Zustand des Oberbaus verschlechterte sich zusehends, und trotz des steigenden Verkehrs konnten nur die dringendsten Reparaturen durchgeführt werden. Am 13. Februar 1965 mussten die Strecke wegen Schneeverwehungen gesperrt und die Züge durch Busse ersetzt werden. Der Bahnbetrieb wurde danach nicht mehr aufgenommen, da für die erforderliche Sanierung keine Mittel verfügbar waren. Obwohl die Strecke im Sommerfahrplan 1965 noch verzeichnet war, erfolgte auch eine formale Stilllegung. Zu diesem Zeitpunkt war der Einsatz von Bussen zwischen Frauenwald und Bahnhof Rennsteig schon lange beschlossene Sache. Der Lokschuppen wurde zur Buswerkstatt umfunktioniert und der Oberbau der Bahn nach ein paar Jahren demontiert. Allerdings wurden die Gleise im Bahnhof Frauenwald nur zugeschüttet und liegen heute noch unter einer etwa 60 cm hohen Erd- und Schotterschicht. Die Trasse ist noch gut erkennbar als Wanderweg vorhanden. Auch der Bahnsteig in Allzunah und das Bahnhofsgebäude in Frauenwald existieren noch.